# 唐時舉
唐時舉（1515年—？），字汝賢，號省菴，湖廣武昌府武昌卫军籍咸寧縣人，明朝政治人物。

## 生平
嘉靖二十五年（1546年）丙午科湖廣鄉試第四名舉人。嘉靖二十六年（1547年）中式丁未科會試第二百三十七名，登第三甲第一百八十一名進士。通政司觀政，授会稽县知县，升大理寺评事。

## 家族
曾祖唐昂，義官；祖父唐秉聰，壽官；父唐毓，貢士。母錢氏。子唐延赏。